# Under Age
Under Age is een Amerikaanse misdaadfilm uit 1941 onder regie van Edward Dmytryk.

## Verhaal
Enkele jeugddelinquentes, die juist uit een tuchtschool komen, worden door misdadigers gedwongen om te werken in bars. Ze worden er ingezet om klanten op te lichten met opgezette pokerspelletjes. Wanneer een klant op die manier 18.000 dollar verliest, grijpen de autoriteiten in.

## Rolverdeling
| Acteur         | Personage     |
| -------------- | ------------- |
| Nan Grey       | Jane Baird    |
| Alan Baxter    | Tap Manson    |
| Mary Anderson  | Edie Baird    |
| Tom Neal       | Rocky Stone   |
| Leona Maricle  | Mrs. Burke    |
| Don Beddoe     | Albert Ward   |
| Yolande Donlan | Lily Fletcher |
| Jack Perrin    | Grant         |
| Marlo Dwyer    | Rhoda         |
| Patti McCarty  | Minnie        |
| Billie Roy     | Boots         |
| Gwen Kenyon    | Gladys        |
| Barbara Kent   | Jackie        |
| Nancy Worth    | Nell          |